# Hello,good-bye
『Hello,good-bye』（ハローグッドバイ）は、2010年12月17日にLump of Sugarより発売されたアダルトゲーム。HGBと略される。
Lump of Sugarの第6作。2010年6月21日に公式サイトが設置され、内容が公開された。通常のLump of Sugar作品と同様、原画・キャラクターデザインは萌木原ふみたけが担当する。

## 世界観
作中世界では、日本列島は西半分を「日本合州国」、東半分を「日本連邦」という2つの政府により分断され、両国は100年前から対立関係にある。両国の中間地点には「守乃特別区」と呼ばれる中立地帯が存在する。物語の主要な人物達は守乃特別区に位置する学校「天主堂学院」に通う生徒である。

## ストーリー
コードネーム「ペイジ」、日本合州国の青年士官である彼は「守乃特別区」に向かっていた。任務は「東武カイト」として天主堂学院に潜入するというもの。現地入りしたカイトは調査・把握を兼ねて町を一通り歩くと、最後に訪れた高台にある記念公園の花畑の中で「雪代メイ」と出会う。笑顔を向けるメイの何気ない問いに、カイトは自分が身分を偽っていることを口にしてしまうが、お人好しな彼女は深く事情を詮索することもなく、守乃での最初の友人となる。
潜入の目的も知らされず特に指示もないまま、学院生として平和な日常を過ごしていく中、「連邦」の不穏な動きから突然平和は崩れる。ある日、メイと記念公園を訪れていた折に突然町から爆音が聞こえて火の手が上がり、状況を確認するために町へ向かったカイトとメイはミサイル爆撃に巻き込まれてしまう。カイトは爆発の衝撃ではぐれたメイを探す中、炎の向こうから現れた自分と同じ姿の人物「東武カイト」と対面する。「カイト」は「コレデオシマイ、悪夢とはサヨウナラだ」と言う。
急に意識を取り戻したかのように立ち上がったカイトは、守乃へ向かう列車内に居た。空調が効いているはずの車内で何故か酷い汗をかいている。ふいに思い出す。自分がこれから任務で「東武カイト」として守乃で暮らすということを。町を歩くカイトは、まるでそこに住んでいたかのような既視感を覚える。そして記念公園に向かうと、初対面であるはずなのに何故か記憶にあるメイと出会う。

## 登場人物

### メインキャラクター
東武 カイト（とうぶ かいと） ※ここでは本作の主人公を指す。
声 - 子太明
身長：174cm、誕生日：4月1日、血液型：AB型、国籍：日本合州国
日本合州国陸軍情報局保安部実力部隊に所属する少尉。同じ部隊の人間からはペイジというコードネームで呼ばれている。軍の命令により、「東武カイト」という名で守乃特別区に潜入し、そこで生活することとなった。
守乃で生活するという以外、任務の詳しい目的は知らされていない。表向きは、合州国ではなく連邦の首都出身で、幼い頃から様々な地（合衆国を含む）を転々としてきた、ということになっている。天主堂学院に中級生（2年生）として入り、学院の男子寮「メゾン・テンシンロー」で暮らし始める。
「東武カイト」というのは架空の人間ではなく、以前守乃に暮らしていた実在の人物であるらしいが、詳細は不明。物語が進むにつれ主人公の正体と共に明らかになる。
軍での生活の影響で、食事を済ませるのが早く、いつも5分程度で食べ終えてしまう。甘い食べ物が苦手。第一印象は見た人によるが、癖がない白髪をした現代イケメンである。
雪代 メイ（ゆきしろ めい）
声 - AIRI
身長：154cm、スリーサイズ：B80/W56/H83、誕生日：5月23日（ふたご座）、血液型：O型、国籍：日本合州国
天主堂学院の中級生。カイトが守乃にやってきた後、高台にある記念公園の花畑の中で出会い、守乃におけるカイトの最初の友人となる。かなり天然風の性格でほのぼのとした雰囲気を持つ。連邦から追われてきた難民たちを支援するボランティア活動を普段から行なっており、近所のお年寄りたちとも仲が良い。実家は裕福であるらしく、お手伝いさんがいるらしい。お手伝いさんは父親よりもダンディーで素敵な男性であるそうで、メイは「オジサマ」と呼んでいる。
常にマイペースで話を進めるため、大抵の人物は毒気を抜かれる。人を疑うことはほとんどなくすぐりからかなり心配されている。満面の笑みで返事の必要なお願いをされると良心を過大に刺激され断りづらい。
発売後のキャラクター人気投票では4位となった。
早乙女 すぐり（さおとめ すぐり）
声 - 九条信乃
身長：161cm、スリーサイズ：B85/W57/H82、誕生日：8月8日（しし座）、血液型：A型、国籍：守乃特別区
メイの親友でクラスメイト。メイからは「すーちゃん」と呼ばれているが、本人はその呼ばれ方はあまり好きではない。明るく活発な性格で、運動神経がいい。いわゆる帰宅部であるが、ハンドボール部など、運動系の部活の助っ人をすることが多い。メイに続いて、守乃におけるカイトの二人目の友人となる。生まれたときから守乃の外に出たことがない。守乃にかつて住んでいた、（本物の）東武カイトとは友人同士だったらしい。
時折繰り出される掌底は軍人であるカイトでさえ一撃KOしてしまうほど。当のカイトからはキレがあると評されている。
クラスの中心人物でありムードメーカー的存在。実家は貿易商で時折家を手伝うことがある。カイト、メイ、棗(、コハル)を誘い「東村山会」を結成する。
発売後の人気投票では2位となった。
竜胆 棗（りんどう なつめ）
声 - こゆき
身長：165cm、スリーサイズ：B79/W58/H84、誕生日：9月12日（おとめ座）、血液型：A型、国籍：日本連邦
カイトを監視するために日本連邦の諜報機関から派遣された中尉の少女で、カイトの転入から一週間後に同じクラスに転入生としてやってくる。言動は一見クールだが、実は極度の恥ずかしがり屋であがり症であり、諜報員には向いていない様子。軍人であるため、カイトと同様に食事のスピードは速い。和菓子や緑茶が好物。すぐりと同様、運動神経が良い。メイからは「なっちゃん」と呼ばれる。カイトのような寮生ではなく、学院と関係ない部屋を借りて生活している。
日曜大工で箱形の箪笥を作れるほど器用。射撃の腕は一級品でカイト曰く、オリンピックで金メダルが獲れるほど。
発売後の人気投票では3位となった。
柊 コハル（ひいらぎ こはる）
声 - 杏子御津
身長：146cm、スリーサイズ：B69/W55/H74、誕生日：12月24日（やぎ座）、血液型：AB型、国籍：守乃特別区
カイト、メイ、すぐり、棗より1学年下の初級生（1年生）である少女。学院の女子寮で暮らしている。ある日、街中で男達にナンパされて困っていたところ、偶然近くを通りかかったカイトに助けてもらおうとして、彼の妹のふりをする。その一件以来、カイトのことを「兄さん」と呼ぶようになった。守乃での暮らしが長いため、土地の事情には詳しい。肉料理が大好物。
上述3人のヒロインを攻略後、コハルルートの進行が可能になり、一連の騒動の真相、カイト(コハル)の正体・能力の秘密、また過去の記憶が解き明かされるトゥルーエンドを迎える。
発売後の人気投票では1位となった。

### サブキャラクター
岩清水 宗典（いわしみず むねのり）
声 - コータ
天主堂学院の男子生徒でカイトの同級生。眼鏡をかけている。女の子が大好きなムードメーカー。学校の勉強にはあまり熱心ではない。
ケーキ作りに関しては士道が認めるほどの腕前で唯一タメ口で話している。本人はまだ出来に関して納得はしておらず、向上心が高い。夢はいつか自分の店を持つこと。
シスター・テレーズ(Sister Therese)
声 - なかせひな
守乃の教会のシスター。天主堂学院で史学を教える教師でもあり、カイト、メイ、すぐり、棗のクラスの担任を務める。生まれも育ちも日本であり、「テレーズ」は洗礼名。本名は里中真理恵（さとなか まりえ）。
桐竹 士道（きりたけ しどう）
声 - 黒瀬鷹
雪代家のお手伝いで、メイに「オジサマ」と呼ばれている。メイの父親の紹介で働いている。家事の一切を引き受け完璧にこなしている。
その正体は主人公の育ての親であり、元上司でもある(現在は現役を退いている)。腕は鈍っておらず現役軍人を退けるほど。
オペレーター(Operator)
声 - ？
合州国の軍に所属する女性オペレーター。カイトが合州国の本部に定時連絡をする際の相手役。本名不明。
雪代 ジョウジ（ゆきしろ じょうじ）
声 - 福田信昭
メイの父親。合衆国の元上院議員であり、物語の最中で大統領選挙に当選する。合衆国と連邦両国の統合を目標に掲げている。
真崎 ジン（まさき じん）
声 - 子太明
カイト達の敵として現れる謎の人物。
マスター(Master)
声 - ？
守乃にある喫茶店「東村山家」の店長の息子。本名不明。店でバイトをしている。カイトたちと同い年だが、天主堂学院の生徒ではない。声が小さく、聞き取りづらい。『Nursery Rhyme -ナーサリィ☆ライム-』に登場した東村山籐吉郎を連想させる。細かいことに気が利くため、客からの評判はとてもよい。
東村山家のケーキは大半が彼の手作りで味もよく評判も高く、全国に進出できるのではないかと噂されている。
猪之越忍
声 - 青島刃
穂坂 千里
声 - 鈴田美夜子

### 東武 カイトについて
前述の通り、東武カイトの名で扱われる存在は複数居り、4名が存在する。但し、文字通り4人の人物が居るという意味ではない。以下にその一覧を記す。
1. 合州国の諜報員、コードネーム「ペイジ」の潜入中に与えられる名前。本作の主人公。
2. 主人公が炎の中で対峙した、自分と全く同じ姿をした存在。 声 - 子太明
3. 連邦から送り込まれるはずだった諜報員が用いた名前。主人公が介入することとなった結果死亡している。棗の本来の監視対象は主人公ではなくこちらの人物である。
4. すぐりと交友があった、過去に守乃に実在していた人物。

## 用語
日本合州国（にほんがっしゅうこく）
日本列島の西側を治める大統領制の国家。幕末時の倒幕派が中心となって建国された。英語ではUnited States of Japan。
日本連邦（にほんれんぽう）
日本列島の東側を治める立憲君主制の国家。幕末時の佐幕派が中心となって建国された。英語ではJapan Federation。
守乃特別区（もりのとくべつく）
合州国と連邦の中間地点（現実の日本における神奈川県あたり）に位置する小面積の中立地帯。人口は16万649人。英語ではMorino Special district。「区」という名称だが、合州国や連邦と同様に一つの「国」としても扱われている。学術研究が盛んであり、区内にはさまざまな大学や専門学校、研究機関が建っている。政治的に重要な地区であるため、入国審査は厳しい。
天主堂学院（てんしゅどうがくいん）
守乃にある名門学校。幼稚園から大学までの一貫教育を行なうマンモス学院。守乃島（通称：学院島）と呼ばれる島の中に位置しており、島と本土は「天守堂大橋」という橋で結ばれている。職員室や準備室がある旧校舎側と、主に学院生に利用される新校舎側から構成される。
幕末時に島にあった教会が開いていた私塾が元になっているが、ミッション系の学校というわけでない。元は島にあった教会は現在は本土に移転されている。授業内容はかなり高度。
制服は男女ともにほぼ黒一色であり、首の後ろにフードのようなものが付いているのが特徴。
学食は平日・休日共に利用可能。
メゾン・テンシンロー
天守堂学院の男子学生寮の一つ。女子寮は学院島の中にあるのに対し、男子寮は本土にある。メゾン(maison)はフランス語で「家、建物」のことで、テンシンローは杉田玄白の私塾である天真楼に由来する。学院生たちの荷物置き場にされやすく、住むのには注意が必要らしい。
東村山家（ひがしむらやまけ）
守乃にある喫茶店。店先に「甘味処」と書かれた暖簾が掲げてあり、一見すると和菓子屋のようだが、実際はケーキを中心とした洋菓子類を扱っている。

## スタッフ
- 原画・キャラクターデザイン - 萌木原ふみたけ
- シナリオ - てつじん
- 音楽 - 大川茂伸、山口雄太
- ムービー制作 - RMG
- アニメーション制作 - SILVER LINK.

## 主題歌
オープニングテーマ「Good-bye crisis」
作詞・作曲 - TRINITY / 編曲 - MACARONI☆ / 歌 - 奥井雅美
挿入歌
「名も無き物語」
作詞 - AKKO / 作曲 - かんさゆり / 歌 - Kicco
「I believe in you」
作詞 - 美志奈 / 作曲・編曲 - 佐々倉マコト（Angel Note） / 歌 - tohko
「ぼくらのまち」
作詞 - 溝口貴紀 / 作曲・編曲 - 酒井陽一 / 歌 - 小坂りゆ
エンディングテーマ「unnamed place」
作詞 - 澄田まお / 作曲・編曲 - syow（Barbarian On The Groove） / 歌 - 霜月はるか

## 反響

### 批評
『BugBug』2011年2月号に本作のレビューが掲載されている。レビュアーの宮野斜は、本作はコミカルに進む日常パートと、軍隊関連のシリアスなパートの配分が絶妙であり、中だるみすることなく読み進めることができたとし、ちりばめられた伏線が回収され、謎のすべてが解き明かされる場面は鳥肌ものであったと評している。一方で選択肢が少なく、攻略性には乏しいともしている。本作はBGMの一部にスキャットを採用している。宮野は、登場人物の声が再生される会話シーンでもプレイヤーの集中を妨げることなく、学園生活を賑やかに演出するスパイスとなっていたと評している。（224頁）